# Veenhooibeestje
Het veenhooibeestje (Coenonympha tullia) is een vlinder uit de familie Nymphalidae (schoenlappers, parelmoervlinders en zandoogjes).

## Verspreiding
De soort komt voor van Noord-Schotland, de Faeröereilanden en Noord-Noorwegen tot Zwitserland en de Franse Alpen tot Oost-Azië, en ook in Noord-Amerika.
In Nederland was het veenhooibeestje tot halverwege de twintigste eeuw een vrij algemene vlinder van hoogvenen en veentjes. Het mineren van de grote veengebieden, de intensivering van de landbouw en de vermesting van heidevennen hadden tot gevolg dat het aantal vliegplaatsen terugliep. In de jaren 90 verdween het veenhooibeestje ook van een aantal van de laatste vindplaatsen door verdroging, vermesting, te abrupte verhoging van het waterpeil en isolatie van te kleine populaties. Rond 2000 was de grootste populatie te vinden in het Fochteloërveen, op de grens van Friesland en Drenthe, en waren er daarnaast nog drie kleinere populaties, alle in Drenthe.
Het veenhooibeestje staat op de Nederlandse Rode lijst dagvlinders en is in Nederland bedreigd.

## Levenswijze
Het veenhooibeestje legt de zestig tot honderd eieren apart op de bladeren van de waardplant. Van het veenhooibeestje zijn de volgende waardplanten bekend: tandjesgras (Danthonia decumbens), ruwe smele (Deschampsia cespitosa), pijpenstrootje (Molinia caerulea), borstelgras (Nardus stricta) en eenarig wollegras (Eriophorum vaginatum). In Nederland wordt voor zover bekend alleen eenarig wollegras als waardplant gebruikt. De soort overwintert als halfvolgroeide rups verscholen in de strooisellaag. De vliegtijd is van begin juni tot eind juli.

## Biotoop
De vlinder komt voor op moerassige plaatsen met een ruige, maar open begroeiing. In gematigde streken is dit vrijwel alleen in slenken van hoogvenen en langs oevers van heidevennen, in koele klimaten kunnen dit ook licht beweide graslanden zijn.